# Ami Girard
Pour les articles homonymes, voir Girard.
 (juillet 2009).
Si vous disposez d'ouvrages ou d'articles de référence ou si vous connaissez des sites web de qualité traitant du thème abordé ici, merci de compléter l'article en donnant les références utiles à sa vérifiabilité et en les liant à la section « Notes et références ».
Ami Girard, né à Chézard-Saint-Martin le 6 février 1819 et mort le 10 avril 1900 à Renan, est une personnalité politique et militaire suisse.

## Biographie
Avocat, notaire, puis architecte, il fait une carrière militaire en atteignant le grade de colonel en 1867. Officier lors de la campagne d'Argovie en 1841, il prend part en 1844 à l'expédition des corps-francs contre Lucerne et en 1847 à la guerre du Sonderbund.
À La Chaux-de-Fonds, dans la nuit du 29 février au 1er mars 1848, il rejoint Fritz Courvoisier et les chefs républicains neuchâtelois. Alors jeune lieutenant d'artillerie, il les décide à marcher sur Neuchâtel. Il prend la tête d'une cohorte de 200 volontaires de l'Erguël volant au secours des républicains neuchâtelois qui s'opposent aux royalistes. La République proclamée, il prend part à l'élaboration de la Constitution neuchâteloise, il est élu au Grand Conseil neuchâtelois de 1848 à 1854, puis au gouvernement cantonal de 1852 à 1853.
Revenu à Renan en 1853, où son père avait tenu le Cheval-Blanc, il est élu au Grand Conseil bernois de 1859 à 1869, puis au Conseil national de 1860 à 1869.
Franc-maçon, il est membre de la loge L'Amitié de La Chaux-de-Fonds, appartenant à la Grande Loge suisse Alpina.

## Sources d'archives
Les archives de l'Etat conservent un fonds d'archives Ami Girard, figures marquantes de la jeune république neuchâteloise. L'intérêt des pièces conservées dans ce fonds vient du fait qu'elles concernent les périodes cruciales du Sonderbund et de l'histoire neuchâteloise, de 1847 à 1856. De plus, les mémoires d'Ami Girard donnent un coup d'œil critique sur l'ouvrage d'Aimé Humbert, consacré à Alexis-Marie Piaget. Ils renseignent sur les problèmes qui divisèrent les républicains de la première heure.

## bibliographie
- Eric-André Klauser: "Girard, Ami", in: Dictionnaire historique de la Suisse (DHS), version du 21.11.2005. Online: https://hls-dhs-dss.ch/fr/articles/004503/2005-11-21/, consulté le 21.10.2023.